# ARFU Women's Championship 2009
L’ARFU Women’s Championship 2009 fu il 4º campionato asiatico di rugby a 15 femminile.
Organizzato dall’ARFU, nome con cui era nota all’epoca Asia Rugby, esso vide la partecipazione di quattro squadre nazionali che si affrontarono a eliminazione diretta a Singapore dal 4 al 6 novembre 2009.
Il torneo fu valido come zona asiatica di qualificazione alla Coppa del Mondo di rugby femminile 2010 in Inghilterra e fu vinto dal Kazakistan che in finale batté il Giappone per 43-5.
Fu la prima volta che l’Asia espresse una qualificata attraverso un criterio di ammissione formalmente strutturato dall’International Rugby Board; in occasione dell’edizione precedente, infatti, si era disputato un quadrangolare poco più che amichevole a Hong Kong, vinto ancora dal Kazakistan, per determinare quale fosse la compagine asiatica da invitare al torneo.
Nella prima giornata il Giappone batté le padrone di casa di Singapore per 35-11 mentre il Kazakistan si impose largamente 58-14 su Hong Kong con una performance di quattro mete della kazaka Ljudmila Šerer, futura leader della classifica di mete e punti realizzati; nella finale per il titolo del 6 novembre le ex-sovietiche superarono nettamente le giapponesi con il punteggio di 43-5 (sette mete a una), confermandosi campionesse asiatiche e guadagnando così, oltre al loro terzo titolo continentale, anche il dodicesimo e ultimo slot per la rassegna mondiale.

## Incontri
|  | Semifinali | Semifinali | Semifinali |            |          | Finale          | Finale          | Finale          |  |
|  |            |            |            |            |          |                 |                 |                 |  |
|  | Singapore  | Singapore  | 11         |            |          |                 |                 |                 |  |
|  | Singapore  | Singapore  | 11         |            |          |                 |                 |                 |  |
|  | Giappone   | Giappone   | 35         |            |          |                 |                 |                 |  |
|  | Giappone   | Giappone   | 35         |            | Giappone | Giappone        | 5               |                 |  |
|  |            |            |            |            | Giappone | Giappone        | 5               |                 |  |
|  |            |            | Kazakistan | Kazakistan | 43       |                 |                 |                 |  |
|  | Hong Kong  | Hong Kong  | Kazakistan | Kazakistan | 43       | 14              |                 |                 |  |
|  | Hong Kong  | Hong Kong  |            |            |          | 14              |                 |                 |  |
|  | Kazakistan | Kazakistan | 58         |            |          | Finale 3º posto | Finale 3º posto | Finale 3º posto |  |
|  | Kazakistan | Kazakistan | 58         |            |          |                 |                 |                 |  |
|  |            |            |            |            |          |                 |                 |                 |  |
|  |            |            |            |            |          | Singapore       | Singapore       | 3               |  |
|  |            |            |            |            |          | Singapore       | Singapore       | 3               |  |
|  |            |            |            |            |          | Hong Kong       | Hong Kong       | 16              |  |

### Semifinali
| Singapore 4 novembre 2009                                                                                   | Singapore | 11 – 35 referto                                         | Giappone | Republic Polytechnic |
| Humphries 66’ mt 5’, 49’, 77’ Naotsuka 9’, 73’, 80’ Suzuki 35’ Takahashi Tay Gek Sie 25’ Shao-Feng 41’ c.p. |           |                                                         |          |                      |
| |           |                                                         |          |                      |
| Humphries 66’                                                                                               | mt        | 5’, 49’, 77’ Naotsuka 9’, 73’, 80’ Suzuki 35’ Takahashi |          |                      |
| Tay Gek Sie 25’ Shao-Feng 41’                                                                               | c.p.      |                                                         |          |                      |

| Singapore 4 novembre 2009 | Hong Kong | 14 – 58 referto | Kazakistan | Republic Polytechnic |

### Finale per il 3º posto
| Singapore 6 novembre 2009, ore 17:30 UTC+8              | Singapore | 3 – 16 referto    | Hong Kong | The Padang |
| mt 35’ Poon 43’ Chan Shao-Feng 15’ c.p. 10’, 30’ Po Kei |           |                   |           |            |
|                                                         |           |                   |           |            |
|                                                         | mt        | 35’ Poon 43’ Chan |           |            |
| Shao-Feng 15’                                           | c.p.      | 10’, 30’ Po Kei   |           |            |

### Finale
| Singapore 6 novembre 2009, ore 19:30 UTC+8                                                                     | Kazakistan | 43 – 5 referto | Giappone | The Padang |
| Šerer 3’, 5’, 60’ Mustafina 35’ Chamova 40’ Černenko 65’, 80’ mt 70’ Hasebe Daurembayeva 35’, 40’, 60’, 65’ tr |            |                |          |            |
| |            |                |          |            |
| Šerer 3’, 5’, 60’ Mustafina 35’ Chamova 40’ Černenko 65’, 80’                                                  | mt         | 70’ Hasebe     |          |            |
| Daurembayeva 35’, 40’, 60’, 65’                                                                                | tr         |                |          |            |